# Mads Pedersen (Fußballspieler, 1996)
Mads Giersing Valentin „Mini“ Pedersen (* 1. September 1996 in Kokkedal) ist ein dänischer Fußballspieler. Er steht beim FC Augsburg unter Vertrag und ist mehrfacher dänischer Nachwuchsnationalspieler.

## Karriere

### Vereine
Pedersen hatte in seiner Kindheit zunächst in Snekkersten und in Nivå-Kokkedal gespielt, ehe er sich im Alter von neun Jahren HUI anschloss. Nebenbei trainierte er beim FC Nordsjælland und wechselte im Alter von zwölf Jahren zu Farum BK. Am 11. Juni 2015 erhielt er einen Profivertrag und debütierte am 27. September 2015 beim 2:0-Sieg am zehnten Spieltag der Superliga-Saison 2015/16 gegen Aarhus GF im Herrenbereich. Pedersen kam in dieser Saison zu einem Einsatz im dänischen Pokalwettbewerb und zu 16 in der Liga, in welcher der FC Nordsjælland den neunten Tabellenplatz belegte. In der Folgesaison qualifizierte sich der Verein für die Meisterrunde, allerdings verpasste man dort als Tabellenfünfter die Qualifikation für den internationalen Wettbewerb. Insgesamt lief Pedersen über 100-mal in Pflichtspielen für den Verein auf.
Zur Bundesligasaison 2019/20 verpflichtete der FC Augsburg den Verteidiger und stattete ihn mit einem bis Juni 2024 gültigen Vertrag aus. Pedersen kam in Augsburg auf lediglich zwei Bundesligaspiele sowie einen Einsatz im DFB-Pokal und wurde innerhalb der Wintertransferperiode bis Saisonende in die Schweizer Super League an den FC Zürich verliehen. Dort absolvierte der Däne zwei von vier möglichen Ligaspielen, davon eins über die volle Spielzeit, bis die Saison aufgrund der COVID-19-Pandemie unterbrochen wurde. Vor der Wiederaufnahme des Spielbetriebs gab der FC Zürich Mitte Juni 2020 Pedersens Rückkehr nach Augsburg bekannt, da der Leihvertrag nicht verlängert wurde. Im Sommer 2023 verlängerte er seinen Vertrag in Augsburg vorzeitig bis 2027.

### Nationalmannschaft
Pedersen absolvierte acht Partien für die dänische U18-Nationalmannschaft, 13 für die U19 und drei für die U20-Auswahl. Am 20. Januar 2016 spielte er beim torlosen Unentschieden in einem Testspiel im türkischen Belek gegen die Ukraine zum ersten Mal für die dänische U21-Nationalmannschaft. Im Sommer 2017 wurde Pedersen von Trainer Niels Frederiksen in den dänischen Kader für die U21-EM in Polen nominiert und in zwei Partien eingesetzt. Dabei schied die dänische Elf nach der Gruppenphase aus.